# Ivo Snijders
Ivo Snijders (Mijdrecht, 9 september 1980) is een Nederlandse roeier. Hij vertegenwoordigde Nederland tweemaal op de Olympische Spelen.
Sinds 1995 doet hij aan roeien. In 2004 maakte hij zijn olympisch debuut op de Olympische Spelen van Athene. Met de lichte vier-zonder-stuurman bestaande uit Gerard van der Linden, Ivo Snijders, Karel Dormans en Joeri de Groot behaalde hij een vierde plaats achter Denemarken (goud), Australië (zilver) en Italië. Vier jaar later op de Olympische Spelen van 2008 in Peking werd hij op hetzelfde onderdeel zesde.
Hij is lid van ASR Nereus en studeert Sociale Geografie aan de Universiteit van Amsterdam.

## Palmares

### Lichte dubbeltwee
- 2002: 9e World Cup I in Hazewinkel - 6.43,24
- 2002: 7e World Cup II in Luzern 4 6.33,00
- 2002:  Nations Cup
- 2002: 10e WK in Sevilla - 6.31,15
- 2003: 8e World Cup I in Milaan - 6.26,33

### Lichte dubbelvier
- 1998: 7e WK junioren in Linz - 6.09,67
- 2000: 9e WK in Zagreb - 6.12,41
- 2001: 7e WK in Luzern - 6.01,87

### Lichte vier zonder stuurman
- 2003:  World Cup II in München - 6.08,31
- 2003: 4e World Cup III in Luzern - 5.54,37
- 2003:  WK in Milaan - 6.12,24
- 2004: 7e Wereldbeker I in Poznan - 6.04,32
- 2004: 4e Wereldbeker II in München - 6.23,97
- 2004: 5e Wereldbeker III in Luzern - 6.06,10
- 2004: 4e Olympische Spelen van Peking - 6.03,79
- 2007: 4e World Cup I in Linz - 6.06,02
- 2007: 7e World Cup II in Amsterdam - 6.07,05
- 2007:  World Cup III in Luzern - 5.59,04
- 2007: 10e WK in München - 6.07,09
- 2008:  Wereldbeker I in München - 6.29,65
- 2008:  Wereldbeker II in Luzern - 6.07,91
- 2008: 5e Wereldbeker III in Poznan - 6.14,50
- 2008: 6e Olympische Spelen van Peking - 5.54,06

Gerard van der Linden · 
Marshall Godschalk · 
Ivo Snijders · 
Paul Drewes